# Genterprise
株式会社Genterprise（ジェンタープライズ）とはかつて存在したゲームソフト販売会社である。2008年1月11日設立。
ティー・ワイ・オー傘下の会社として設立され、同グループの開発会社であるRIZE DRAGON、朱雀(SUZAK)、など受託開発先が開発したゲームソフトの発売・販売・営業・宣伝を主業務としていた。
同社がゲーム関連事業から撤退した為2009年4月16日付でMBOを実施し、独立した。
2016年5月9日破産。同年12月14日に法人格が消滅した。

## 主な作品
RIZE DRAGON、朱雀作品は各項目を参照。ここではGenterpriseブランドで発売されている作品のみに触れる。

### ニンテンドーDS
- アイアンマスター （2009年）
- アイテムゲッター 〜僕らの科学と魔法の関係〜（2009年）
- こまねこDS（2008年7月24日発売）
- ドカポンジャーニー! ～なかよくケンカしてっ♪～（2008年7月31日発売、開発：SUZAK）
- うみうると数独しよ!（2008年9月25日発売）
- 海腹川背・旬 〜セカンドエディション〜完全版（2009年10月29日発売、開発：SUZAK）
- Lの季節 2－Invisible Memories－ （2008年）
- キモかわE! （2009年）
- CLASH KING V201 －クラッシュ・キング－ （2009年）
- グランドトラッカー・アニキ ～仕事と喧嘩と恋模様～ （2009年）
- ケメコデラックス!DS 〜ヨメとメカと男と女〜 （2009年）
- ケータイ捜査官7 DS バディシークエンス （2009年）
- 神霊狩/GHOST HOUND DS （2008年）
- スーパーオートサロン 〜カスタムカーコンテスト〜（2009年4月9日発売、開発：RIZE DRAGON）
- ナイツ・イン・ザ・ナイトメア （2008年）
- G.Gシリーズ（ニンテンドーDSiウェア）

### Xbox 360
- 怒首領蜂 大往生・ブラックレーベル EXTRA （2008年）
- カオスヘッドノア （2009年）
- 11eyes -罪と罰と贖いの少女-|11eyes Cross Over （2009年）
- メモリーズオフ6 ダブルパック （2009年）
- メモリーズオフ6 〜T－wave〜 （2009年）
- メモリーズオフ6 Nezt Relation （2009年）

### プレイステーション2
- かのこん えすいー （2008年）
- スキップ・ビート （2009年）
- ドカポンキングダム （2007年）
- 爵と妖精～夢と絆に想いを馳せて～ （2009年）
- バロック International （2008年）
- ヒャッコ よろずや事件簿！ （2009年）
- メモリーズオフ6 Next Relation （2009年）
- モノクローム・ファクター cross road （2008年）
- LucianBee`s RESURRECTION SUPERNOVA （2009年）

### Wii
- ドカポンキングダム for Wii （2008年）

### PSP
- 七魂 NANATAMA クロニクルオブダンジョンメーカー （2009年）
- メモリーズオフ 6～T－wave～ （2009年）
- メモリーズオフ AfterRain （2009年）
- ユア・メモリーズオフ～Girl’s style～ （2009年）